# Johnny Miller
John Laurence „Johnny“ Miller (* 29. April 1947 in San Francisco, Kalifornien) ist ein ehemaliger Profigolfer der PGA Tour. Mitte der 1970er-Jahre war er einer der besten Golfer der Welt. Später arbeitete er als Golf-Kommentator und fungiert derzeit als führender Golfanalyst bei NBC Sports.

## 1973 bis 1976: auf dem Höhepunkt
Kein Spieler der modernen Ära des Golfsports habe jemals eine so kurze und denkwürdige Phase der Brillanz durchlebt wie Johnny Miller – so beginnt das Profil in der World Golf Hall of Fame. Die Mehrzahl seiner Siege errang er zwischen 1973 und 1977. Seit 1969 Profi, errang er vor den US Open 1973 lediglich zwei Turniersiege. Seine Abschlussrunde bei diesem Turnier mit 63 Schlägen war jedoch bemerkenswert. Von Rang zwölf gestartet, überholte er noch die damals führenden Spieler wie Jack Nicklaus, Gary Player, Lee Trevino und Arnold Palmer. Er verwendete hierfür einen mit Bleiband präparierten Eisensatz Modell Silver Scot Tourney 915T aus dem Jahr 1949, dessen Griffe er so getaped hatte, dass sie nicht konisch, sondern Parallel waren. Der Schlägersatz sollte hierauf Kultstatus erhalten, sodass Slazenger ihn in limitierter Auflage mit der Aufschrift Johnny Miller 63 genau reproduzierte.
In den Jahren 1974 und 1975 gewann Miller insgesamt zwölf Turniere. Sein zugleich aggressives und präzises Spiel mit den Eisen machte ihn zum beherrschenden Spieler dieser Jahre. Ehrungen als PGA Player of the Year und Gewinner der Geldrangliste (1974) waren die Folge.
Ebenso beeindruckte auch die Art und Weise seines zweiten Major-Sieges, 1976 bei den British Open in Royal Birkdale. Mit sechs Schlägen Vorsprung siegte er vor Jack Nicklaus und dem damals 19-jährigen Seve Ballesteros. Seine 66er-Runde zum Abschluss bedeutete Platzrekord.

## Gründe für die nur kurze Karriere
Der Karrierehöhepunkt war zugleich das Ende seiner Phase an der Spitze des Profilgolfs. Hierfür gab es gleich mehrere Gründe. Der andauernde, unbedingte Wille zum Erfolg, der die Großen des Spiels wie Nicklaus auszeichnete, fehlte Miller. Er war schlicht gelangweilt vom Leben als Profi. Zudem verschoben sich die Prioritäten, als 1977 das erste seiner insgesamt sechs Kinder geboren wurde. Zusätzlich befielen ihn die Yips, unwillkürliche Zuckungen beim Putten, die sein Spiel stark beeinträchtigten. Zwar gelangen ihm auch in weiteren Jahren noch Siege auf der PGA Tour. Die Prophezeiungen von Mitte der 1970er-Jahre, er würde Nicklaus als dominierenden Spieler dauerhaft ablösen können, traten nicht ein.

## PGA Tour Siege (25)
- 1971: Southern Open Invitational
- 1972: Sea Pines Heritage Classic
- 1973: U.S. Open
- 1974: Bing Crosby National Pro-Am, Phoenix Open, Dean Martin Tucson Open, Sea Pines Heritage Classic, Tournament of Champions, Westchester Classic, World Open Golf Championship, Kaiser International Open Invitational
- 1975: Phoenix Open, Dean Martin Tucson Open, Bob Hope Desert Classic, Kaiser International Open Invitational
- 1976: Chrysler Classic of Tucson, Bob Hope Desert Classic, British Open
- 1980: Jackie Gleason-Inverrary Classic
- 1981: Chrysler Classic of Tucson, Glen Campbell-Los Angeles Open
- 1982: Wickes-Andy Williams San Diego Open
- 1983: Honda Inverrary Classic
- 1987: AT&T Pebble Beach National Pro-Am
- 1994: AT&T Pebble Beach National Pro-Am

## Major-Turniere
| Tournament       | 1966  | 1967 | 1968 | 1969 | 1970 | 1971 | 1972 | 1973 | 1974 | 1975 |
| ---------------- | ----- | ---- | ---- | ---- | ---- | ---- | ---- | ---- | ---- | ---- |
| The Masters      | DNP   | T53  | DNP  | DNP  | DNP  | T2   | CUT  | T6   | T15  | T2   |
| U.S. Open        | T8 LA | CUT  | DNP  | T42  | T18  | T5   | 7    | 1    | T35  | T38  |
| British Open     | DNP   | DNP  | DNP  | DNP  | DNP  | T47  | T15  | T2   | 10   | T3   |
| PGA Championship | DNP   | DNP  | DNP  | DNP  | T12  | T20  | T20  | T18  | T39  | CUT  |

| Tournament       | 1976 | 1977 | 1978 | 1979 | 1980 | 1981 | 1982 | 1983 | 1984 | 1985 |
| ---------------- | ---- | ---- | ---- | ---- | ---- | ---- | ---- | ---- | ---- | ---- |
| The Masters      | T23  | T35  | T32  | CUT  | T38  | T2   | CUT  | T12  | CUT  | T25  |
| U.S. Open        | 10   | T27  | T6   | CUT  | CUT  | T23  | T45  | CUT  | T4   | 8    |
| British Open     | 1    | T9   | CUT  | T57  | CUT  | T39  | T22  | DNP  | T31  | DNP  |
| PGA Championship | DNP  | T11  | T38  | DNP  | T68  | CUT  | T32  | T30  | WD   | CUT  |

| Tournament       | 1986 | 1987 | 1988 | 1989 | 1990 | 1991 | 1992 | 1993 | 1994 |
| ---------------- | ---- | ---- | ---- | ---- | ---- | ---- | ---- | ---- | ---- |
| The Masters      | T28  | T42  | DNP  | DNP  | DNP  | DNP  | DNP  | DNP  | CUT  |
| U.S. Open        | T45  | CUT  | DNP  | DNP  | DNP  | DNP  | DNP  | DNP  | CUT  |
| British Open     | CUT  | DNP  | T52  | T49  | DNP  | CUT  | DNP  | DNP  | DNP  |
| PGA Championship | WD   | WD   | DNP  | DNP  | DNP  | DNP  | DNP  | DNP  | DNP  |

DNP = nicht angetreten

WD = zurückgezogen

CUT = am Cut gescheitert

LA = Low Amateur (Bester Amateur)

„T“ = geteilter Rang